# Jürgen Schwalbe
Jürgen (Zapo) Schwalbe (* 10. August 1942) ist ein deutscher Schauspieler, Regisseur und Autor.

## Leben
Schwalbe erhielt seine gesamte künstlerische Ausbildung in Paris an der École de Mime du Vieux Colombier bei Wolfram Mehring, bei Étienne Decroux und in modernem Tanz bei Jerome Andrews. Parallel dazu studierte er Theaterästhetik an der Sorbonne. Er wurde als Schauspieler in das Théâtre de la Mandragore von Mehring übernommen, das zu dieser Zeit im Théâtre du Vieux Colombier auftrat. Nach der Rückkehr nach Deutschland und Promotion in Literaturwissenschaft (Universität Freiburg i. Br. 1972) wurde er Deutschlands jüngster Intendant am Theater Reutlingen Die Tonne (Spielzeiten 1972/73 und 1973/74). Von 1976 bis 1988 hatte er eine Professur an der Hochschule für Musik und Theater in Hannover, anschließend war er zehn Jahre Leiter des Kinder- und Jugendtheaters in Essen. Jürgen Schwalbe lebt in Hamburg und arbeitet als Regisseur, Filmautor, Projektentwickler sowie als Dozent für Theatertheorie und Schauspiel/Musical. 2001 brachte er als Regisseur das Musical Vom Geist der Weihnacht am Teatro Centro in Oberhausen zur Uraufführung. 2002 inszenierte er die zweite Fassung, bei der er auch am Buch mitarbeitete, parallel am Theater des Westens und im Musical Dome in Köln. 2006 inszenierte er, neben Heiko Wohlgemuth, das Musical Die 13 1/2 Leben des Käpt’n Blaubär.

## Werke
- Sprache und Gebärde im Werk Hugo von Hofmannthals. Studien zur deutschen Sprache und Literatur. Freiburg i. Br.: Verlag Klaus Schwarz, 1971 (zugleich Dissertationsschrift an der Philosophischen Fakultät der Universität Freiburg i. Br., 1972).
- Salto rückwärts aus dem Stand: Der Prozess der darstellenden Arbeit. Pullach: Edition Smidt, 2009. ISBN 978-3-941537-01-9.